# Koukounaries (Paros)

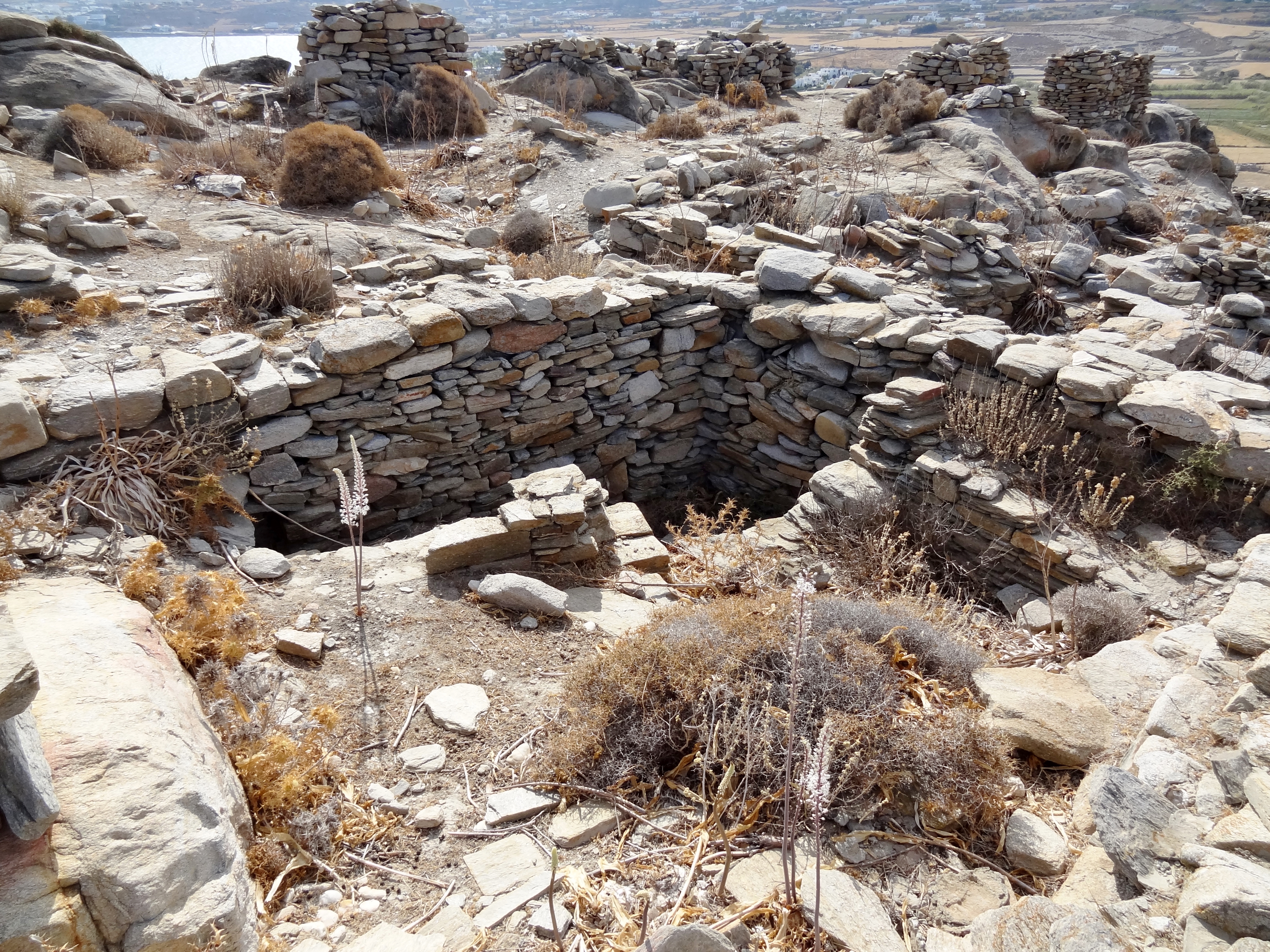
Mykenische Akropolis

Koukounaries (griechisch Κουκουναριές (f. pl.)) ist die Bezeichnung einer archäologischen Ausgrabungsstätte auf der griechischen Kykladeninsel Paros. Sie ist benannt nach dem gleichnamigen Hügel an der Bucht von Naoussa, auf dessen Spitze sie sich befindet. Die Grabungen brachten Erkenntnisse über die Besiedlung beziehungsweise Nutzung des Ortes von der Jungsteinzeit bis in die klassische Zeit.

## Lage

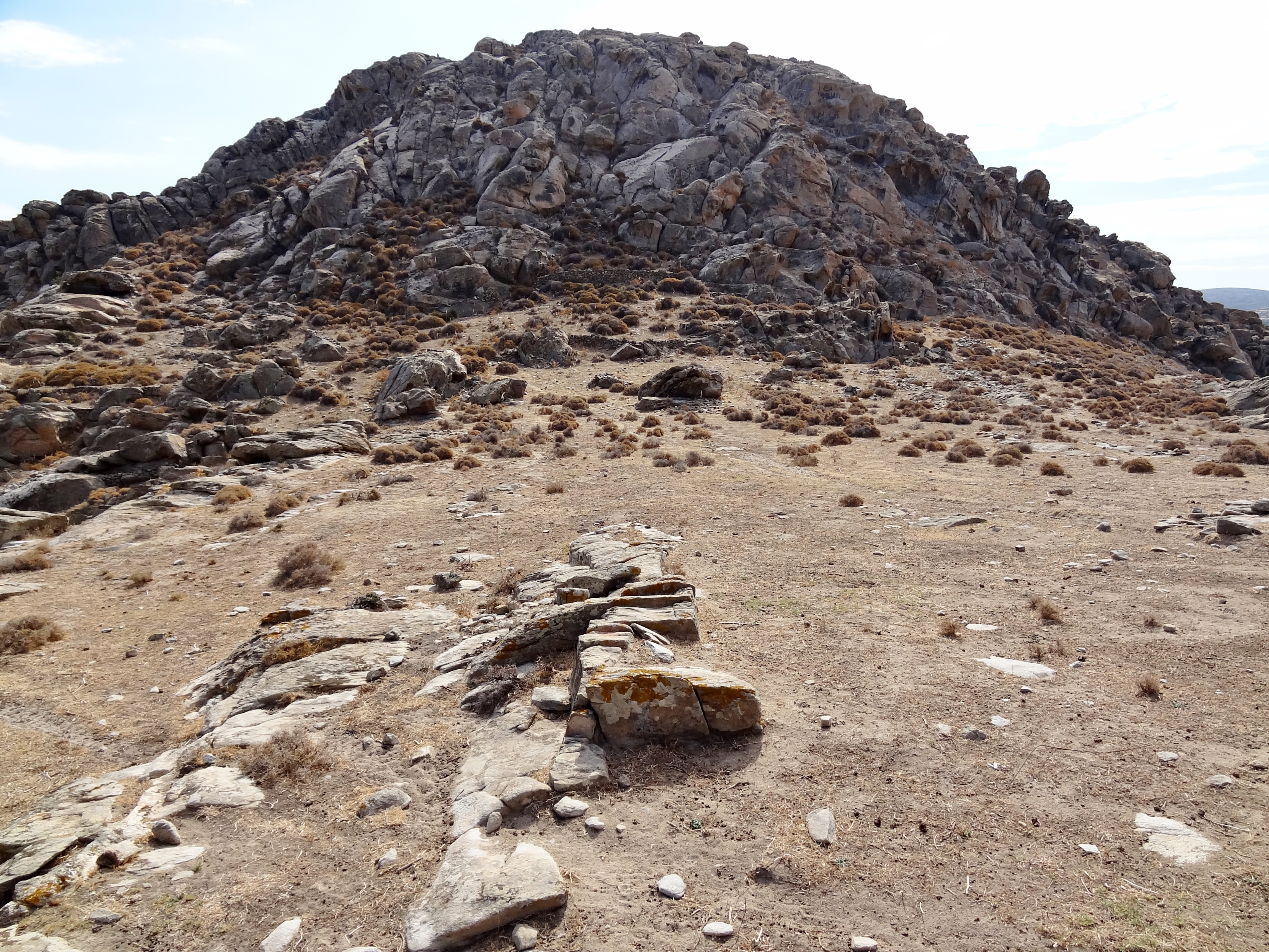
Blick zum Gipfel von Westen

Die Ausgrabungsstätte befindet sich im Norden der Insel Paros auf dem 75 Meter hohen Gipfel des Koukounaries, einem Hügel aus grauem Granit an der Südwestseite der Bucht von Naoussa. Südlich des Koukounaries mündet ein kleiner Fluss in die Bucht, der von Westen aus der Ebene von Kamares (Καμάρες) kommend durch das Schwemmland eines Deltas ins Meer fließt. Dieses heute für die Insel wichtige landwirtschaftliche Gebiet für den Anbau von Weizen, Hülsenfrüchten und Obst war im Altertum wahrscheinlich ein Sumpfgebiet.

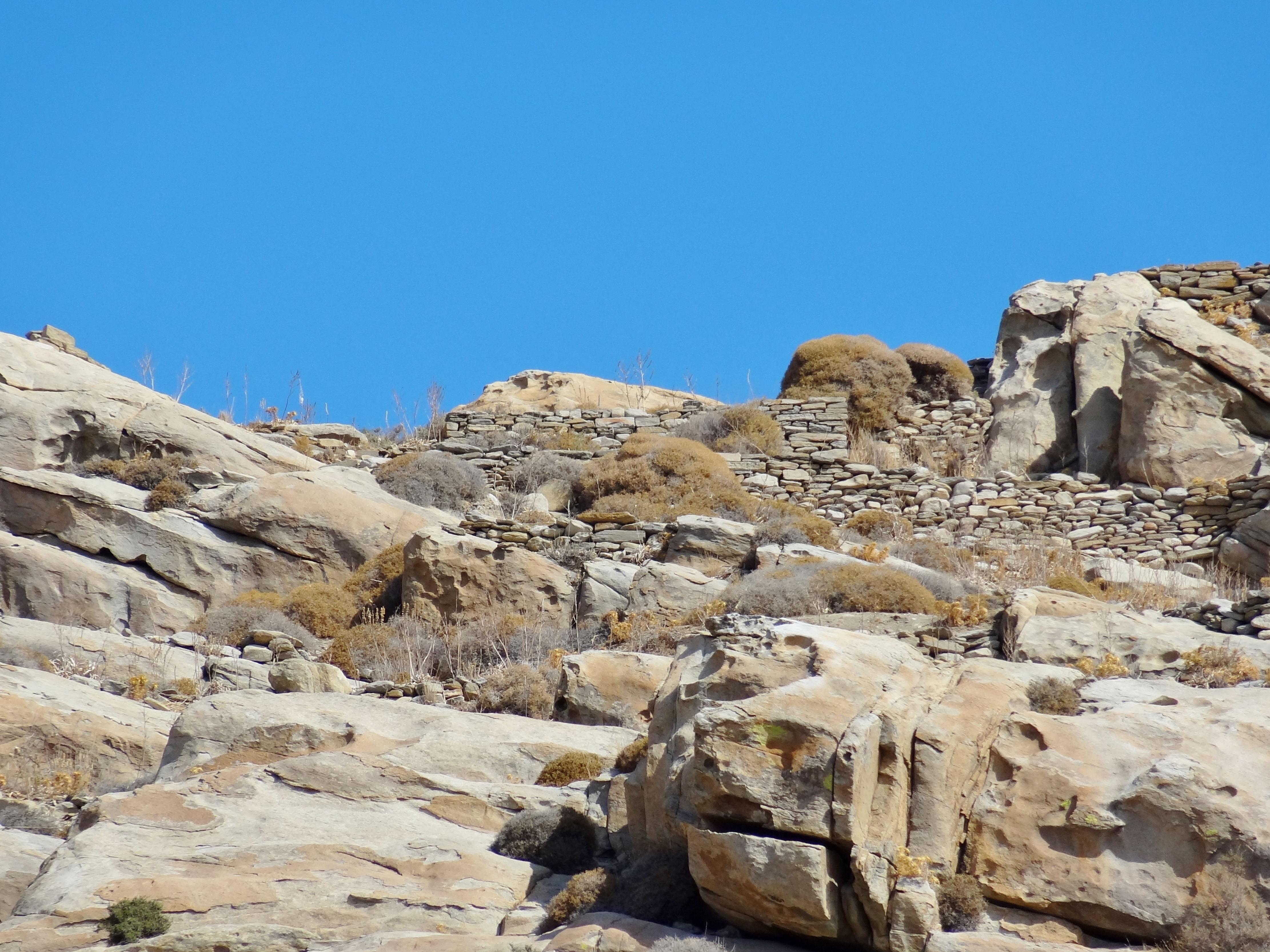
Südseite der Ausgrabungsstätte

Die stark erodierten Granitfelsen des Koukounaries bieten nur in zwei Einschnitten von Norden und von Süden her Aufstiegsmöglichkeiten zum Gipfel. Die dortigen Siedlungsspuren sind auf drei Plateaus verteilt, das untere im Osten auf einer Höhe von 40 bis 50 Meter, das mittlere im Süden auf einer Höhe von 60 bis 65 Meter und das obere auf 75 Meter Höhe. Die schmalen natürlichen Terrassen wurden durch Stützmauern befestigt. Vom Koukounaries reicht der Blick über das Hinterland wie auch nach Nordosten und Osten über das Meer bis Naxos.

## Geschichte
Die Ausgrabungen auf dem Koukounaries erfolgten von 1974 bis 1992 durch die Archäologische Gesellschaft Athen unter der Leitung von Dimitris Schilardi. Die auf dem gesamten Gipfel verteilten Gebäudereste zeugen von einem religiösen- und Verwaltungszentrum von der späten Bronzezeit, den ersten Jahrzehnten des 12. Jahrhunderts v. Chr., bis zur archaischen Zeit im 7. Jahrhundert v. Chr. Unter den Schichten des Späthelladikums III C (etwa 1190 bis 1050 v. Chr.) fanden sich Siedlungsreste aus den Phasen I und II des Frühkykladikums (3. Jahrtausend v. Chr.) sowie darunter, auf dem unteren Plateau, ein noch älterer spät- bis endneolithischer Horizont. Schilardi schloss daraus auf eine Besiedlung schon in der Übergangszeit vom Endneolithikum in die frühe Bronzezeit.

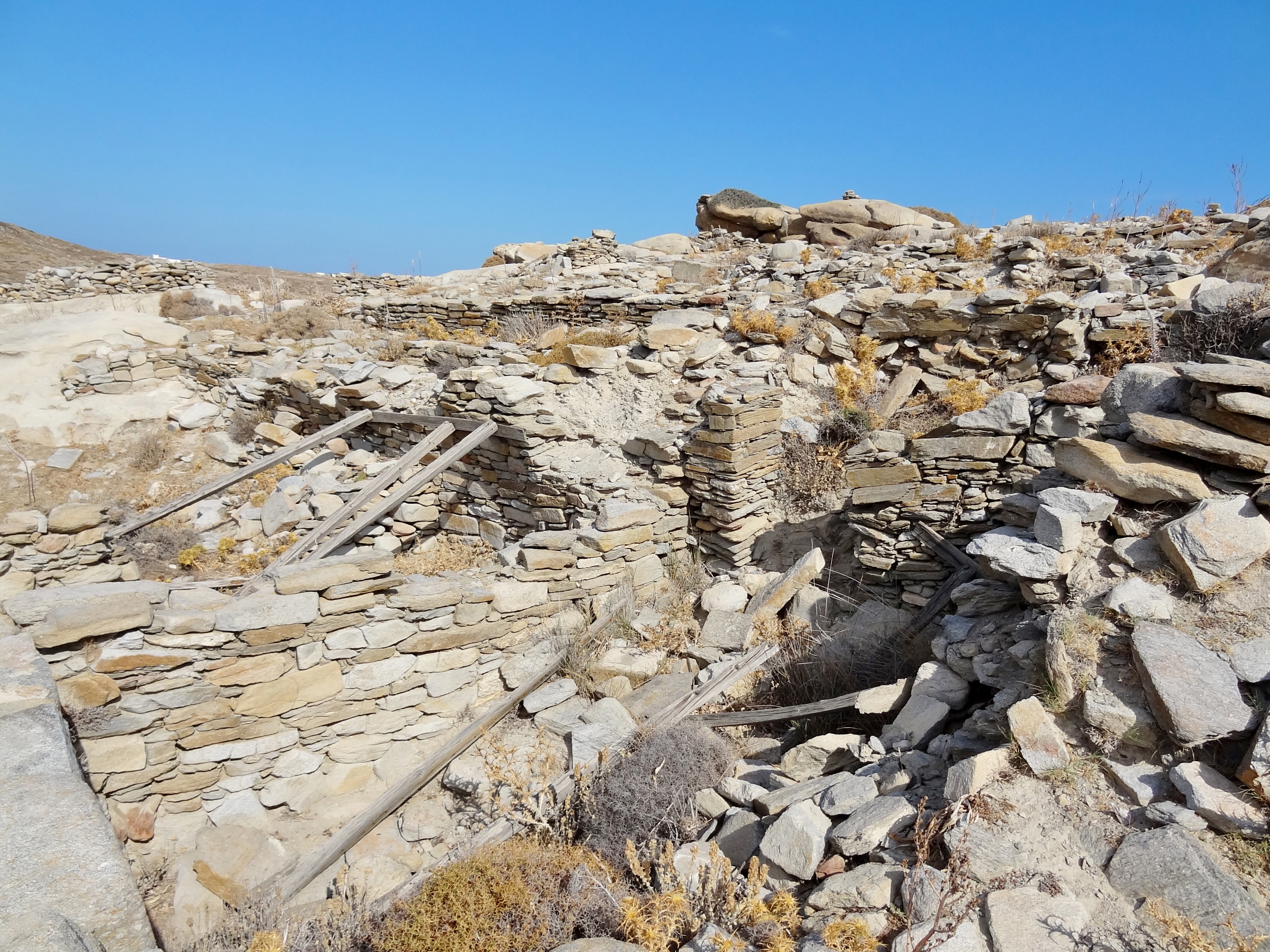
Mauerreste (oberes Plateau)

Nach der Fundverteilung schlossen die Ausgräber auf eine frühkykladische Siedlung auf dem oberen wie auch auf dem unteren Plateau. Fundstücke aus dieser Zeit bestanden aus ritzverzierter Keramik, stellenweise großen Mengen von Obsidian, Fragmenten von Marmor und Bergkristall, Meeresmuscheln sowie Knochen von Schafen, Ziegen und Schweinen. Aus den Funden stechen das Fragment einer ritzverzierten Pyxis, der Kopf eines Stieres oder Hundes aus Terrakotta und ein marmorner Anhänger in der Form einer weiblichen, steatopygen Figur hervor, vergleichbar mit der Fetten Frau von Saliagos, die sich im Archäologischen Museum Paros in Parikia befindet. Bereits 1977 fand man auf dem Koukounaries ein Kykladenidol, 1982 und 1983 zwei weitere Köpfe sowie Unterteile solcher Figuren. 1991 wurde an der Nordostecke des oberen Plateaus unter mykenischen Mauern ein trapezförmiges, frühkykladisches Gebäude aus plattenförmigen Steinen und mit Meereskies bedeckten Böden mit zwei Räumen lokalisiert.

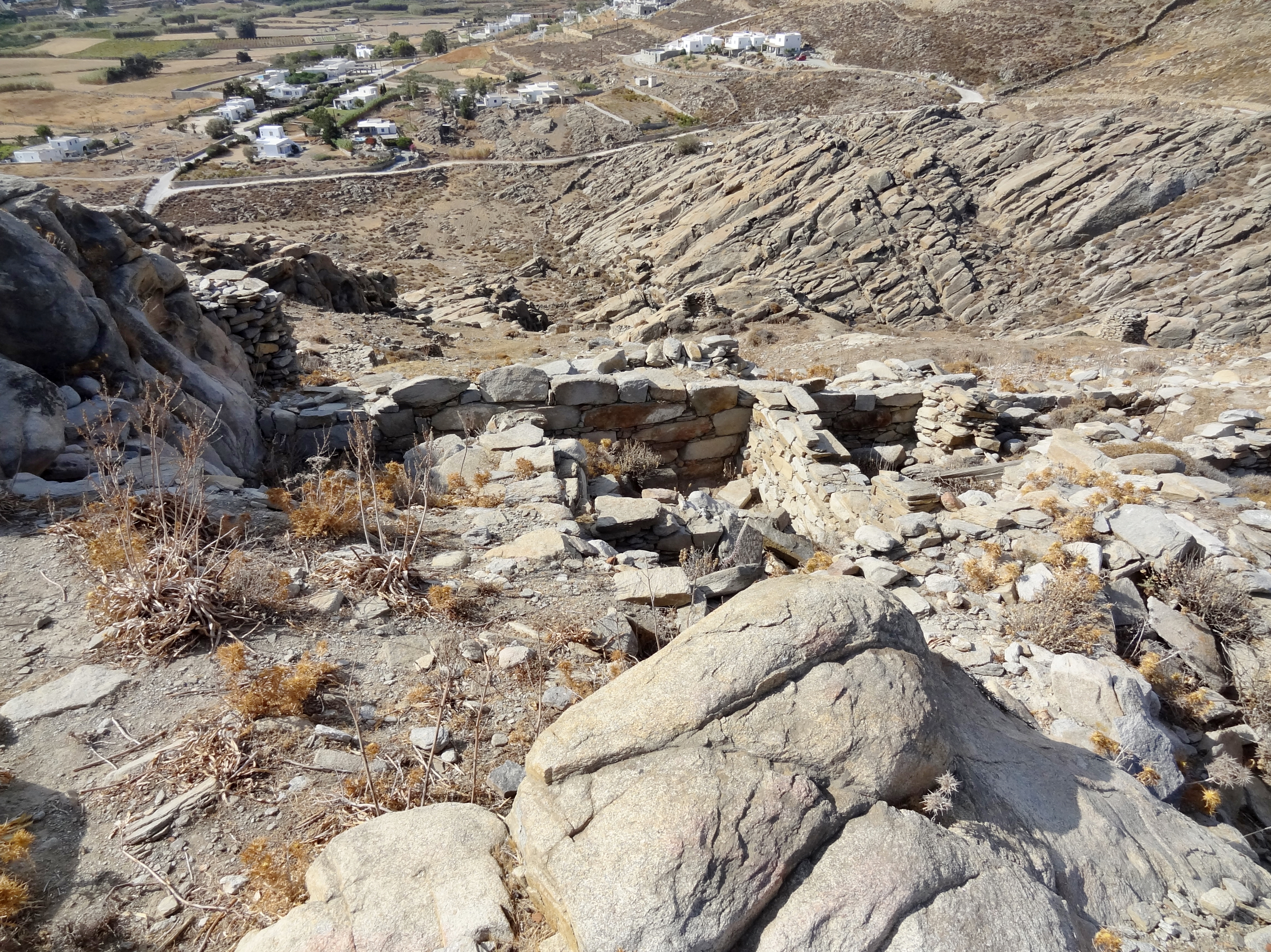
Teile des „Herrenhauses“

Von 1976 bis 1982 wurde durch Schilardi ein großes Herrenhaus auf dem Gipfel des Koukounaries ausgegraben, das er als Palast identifizierte. Die südliche Fassade bestand aus Zyklopenmauerwerk. Einen Raum des Gebäudes interpretierte Schilardi als Megaron. Fragmente einer tönernen Badewanne wiesen auf die Existenz eines Badezimmers in der oberen Etage des Hauses.

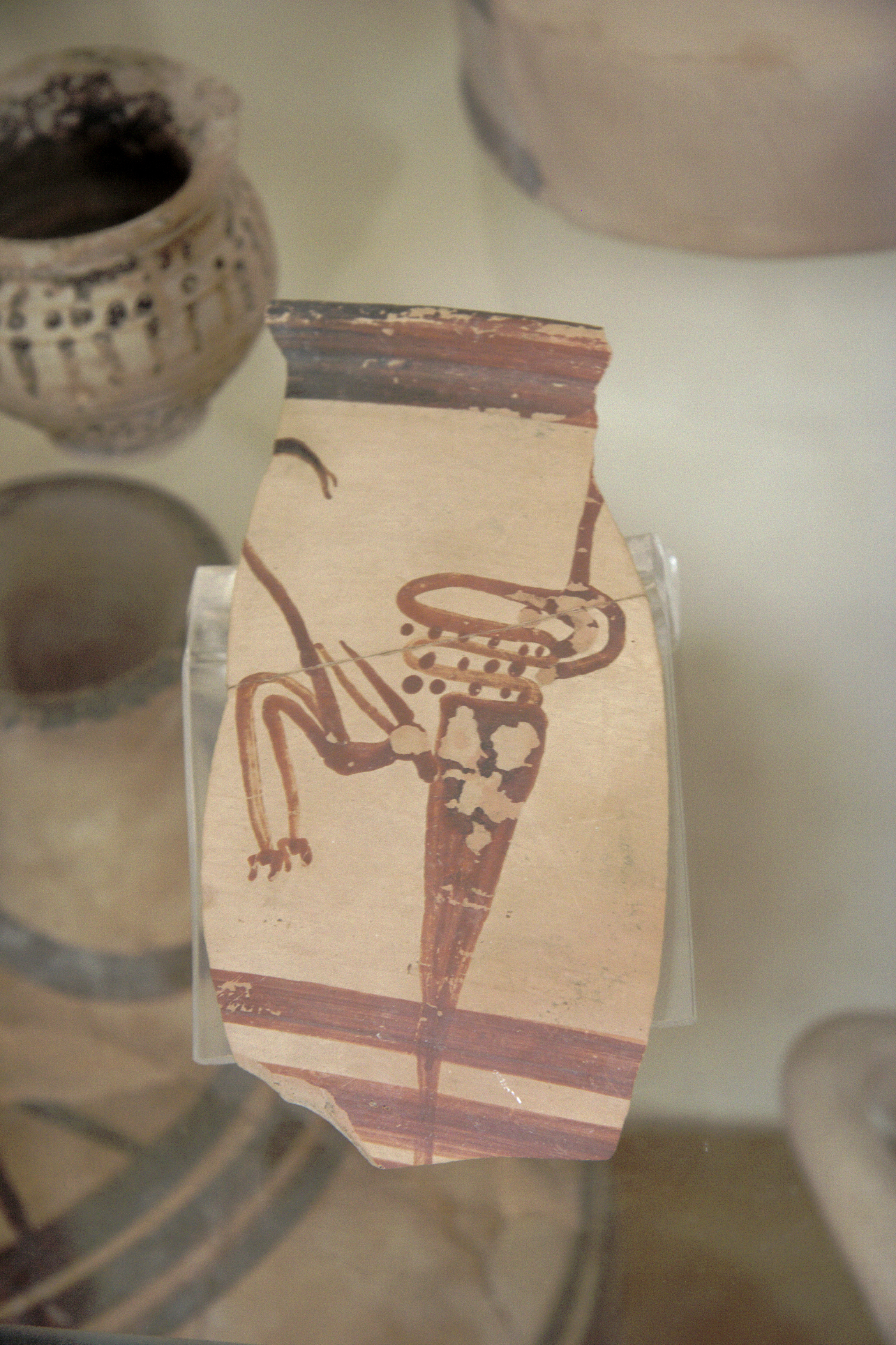
Spätmykenische Keramik (1300–1150 v. Chr.)

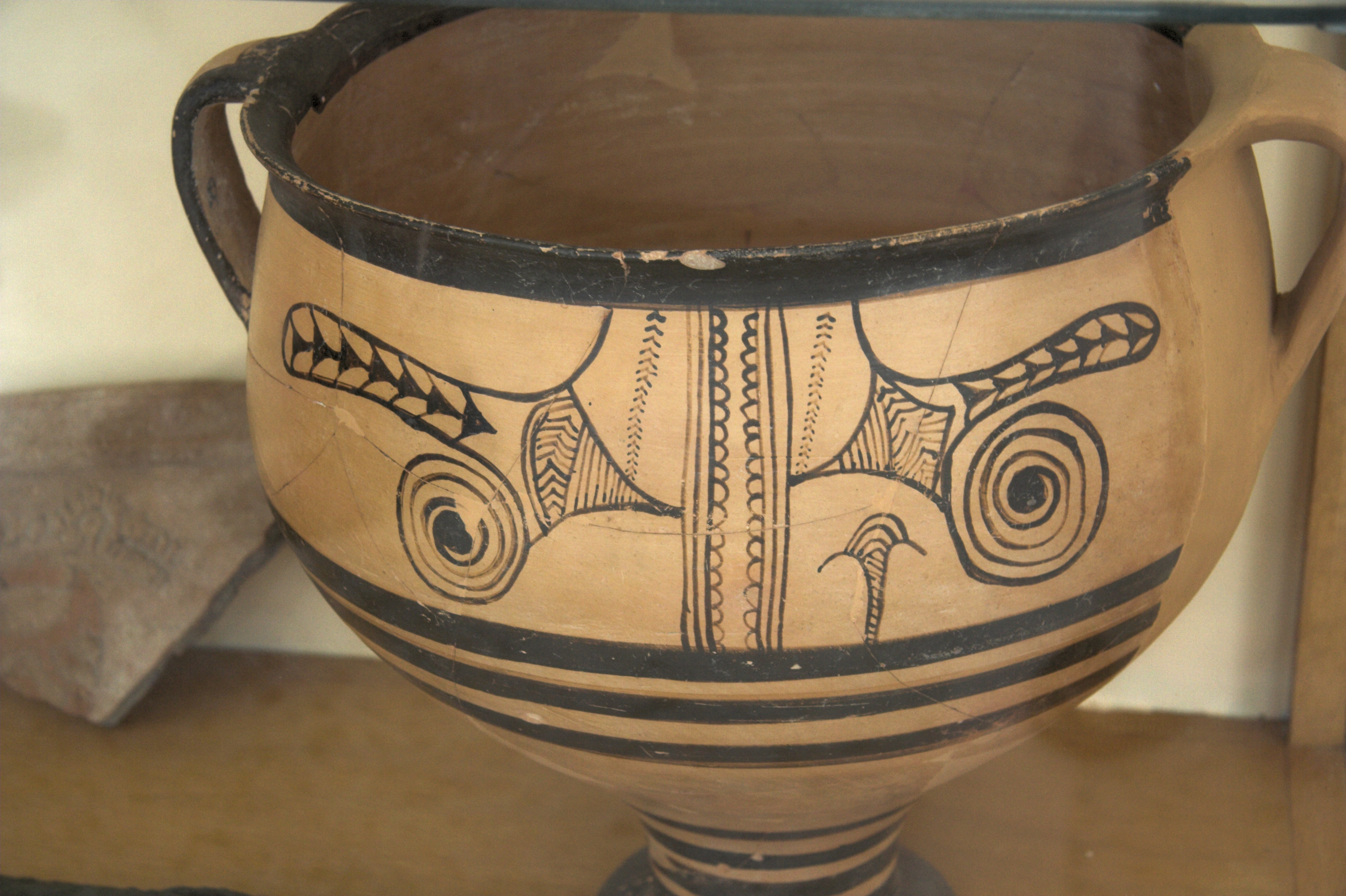
Spätmykenischer Krater (1300–1150 v. Chr.)

Andere Räume dienten als Lagerräume; hier fand man Keramik, Vorratsgefäße, Waffen, Werkzeuge, Violinbogenfibeln, ein Teil eines Elfenbeinmöbels, ein Stück Bergkristall, Perlen, Knöpfe, Spinnwirtel, Gemmen und andere Artefakte, darunter ein Bronzepferd. In der Anlage des Gebäudes und den Fundstücken aus dem Späthelladikum (Übergang von SH III B2 zu SH III C um 1190 v. Chr.) sah Schilardi Parallelen zur Ausgrabungsstätte der mykenischen Siedlung von Maa-Palaeokastro (Μάα-Παλαιόκαστρο) bei Paphos an der Westküste Zyperns, die Standortwahl erinnert an die Ausgrabungsstätte von Pyla-Kokkinokremmos (Πύλα-Κοκκινόκρεμμος) im Südosten Zyperns.
Das Herrenhaus und die Befestigungen auf dem Gipfel wurden durch ein Feuer zerstört. Bei den Ausgrabungen fand man verkohlte Reste von Menschen, darunter Kindern, neben Haustieren wie Rindern, Schafen und Pferden. Eine Frau wurde im Keller des Herrenhauses begraben. Schilardi nimmt einen Angriff auf die Befestigung als Ursache des Brandes und der Toten an. Er geht von einer mykenischen Akropolis auf dem Koukounaries aus, die um 1200 v. Chr. entstand und im frühen 12. Jahrhundert v. Chr. zerstört wurde, einer Zeit des Umbruchs im ägäischen Raum infolge der Seevölkerkriege und des Endes der mykenischen Palastzeit. Vassos Karageorghis vermutete, der Koukounaries sei der Zufluchtsort eines vom Festland stammenden mykenischen Herrschers (Wanax) gewesen und das Herrenhaus durch dessen Gegner oder Piraten angegriffen wurden. Nach der Zerstörung wurde der Koukounaries noch in der Phase SH III C wiederbesiedelt und mit einer Befestigungsmauer versehen.

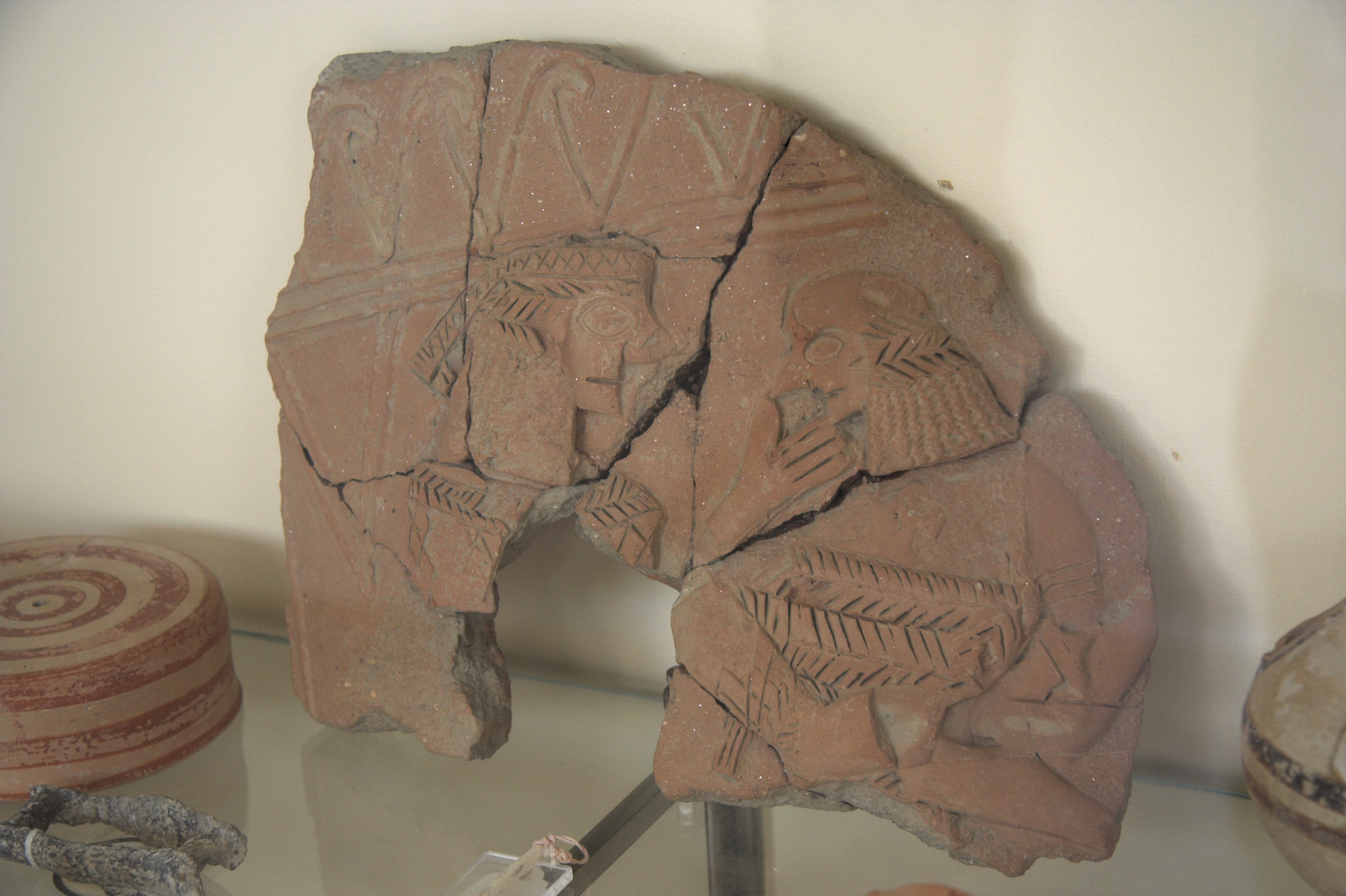
Vasenfragment von der Akropolis (680–650 v. Chr.)

Nach der Aufgabe der Siedlung um 700 v. Chr. wurde auf dem Koukounaries ein Athena-Tempel errichtet, der bis in die klassische Zeit bestand. Er befand sich südöstlich des mittleren Plateaus. Etwa gleichzeitig mit der Errichtung des Tempels entstanden zwei neue Siedlungen mit einem landwirtschaftlich genutzten Hinterland und einem besseren Zugang zum Meer als die verlassene Siedlung auf dem Hügel, direkt an der Küste der Bucht von Naoussa. Um 680 v. Chr. bestanden überseeische Verbindungen von Paros zur Insel Thasos, auf der es eine parische Siedlung gab, und zum gegenüberliegenden Festland von Thrakien.